# Neoepiscardia forficula
Neoepiscardia forficula är en fjärilsart som beskrevs av László Anthony Gozmány. Neoepiscardia forficula ingår i släktet Neoepiscardia och familjen äkta malar. Inga underarter finns listade i Catalogue of Life.